# Велц (Сибињ)
Велц (рум. Velț) насеље је у Румунији у округу Сибињ у општини Базна. Oпштина се налази на надморској висини од 326 m.

## Историја
Према државном шематизму православног клира Угарске 1846. године у месту "Волцен" живи 97 породица, уз још 12 из филијале Базен. Православни парох је тада поп Григорије Поповић.

## Становништво
Према подацима из 2002. године у насељу је живело 627 становника.

### Попис2002.
| Расподела становништва по националности 2002.‍ | Расподела становништва по националности 2002.‍ | Расподела становништва по националности 2002.‍ | Расподела становништва по националности 2002.‍ | Расподела становништва по националности 2002.‍ |
| --------------------------------------------- | --------------------------------------------- | --------------------------------------------- | --------------------------------------------- | --------------------------------------------- |
|                                               |                                               |                                               |                                               |                                               |
| Румуни                                        | Румуни                                        |                                               | 344                                           | 54,9%                                         |
| Мађари                                        | Мађари                                        |                                               | 14                                            | 2,2%                                          |
| Роми                                          | Роми                                          |                                               | 269                                           | 42,9%                                         |